# Essener Turnerbund Schwarz-Weiß
El Schwarz-Weiß Essen, nom complet Essener Turnerbund Schwarz-Weiß, és un club de futbol alemany de la ciutat d'Essen a l'estat de Rin del Nord-Westfàlia.

## Història
L'origen del club, com succeeix amb molts clubs alemanys de l'època, està en el club gimnàstic Essener Turnerbund, fundat el 1881. La secció de futbol fou creada el gener de 1900. L'1 de juliol de 1974 esdevingué una entitat separada del club original.
El 1933, el club ingressà a la Gauliga Niederrhein, una de les 16 màximes divisions en que s'organitzà el futbol alemany durant el Tercer Reich. La seva millor posició fou tres segones posicions consecutives entre 1937 i 1940. La següent participació en la màxima categoria del futbol alemany fou el 1951 a la Oberliga West, on hi romangué fins al 1963 (any en què nasqué la Bundesliga), excepte els anys 1958, 1959, i 1961. El moment més important arribà l'any 1959 quan després de derrotar els equips Rot-Weiss Essen 1-0, Hertha BSC 6-3, i Hamburger SV 2-1, aconseguí proclamar-se campió de la Copa alemanya de futbol en vèncer el Borussia Neunkirchen per 5-2. Després de 1963, el Schwarz-Weiß passà a jugar a segona divisió, a la Regionalliga West i a la 2. Bundesliga Nord durant els anys 70. El 1978 baixà a l'Oberliga Nordrhein (IV), on hi ha jugat majoritàriament des d'aleshores.

## Palmarès
- Copa alemanya de futbol: 1959